# Lusoamérica
Lusoamérica, también llamada América Portuguesa o América Lusófona es el conjunto de países, regiones, comunidades o territorios que hablan portugués en el continente de América, en contraste a Anglo-América, Franco-América, la América Neerlandesa e Hispanoamérica. Esta incluye a Brasil, algunas comunidades a lo largo de Venezuela y Uruguay e inclusive más comunidades menores a lo largo del Caribe

## Territorios de habla portuguesa en América
Esta incluye tanto a países, territorios y comunidades, los cuales son:
- Todo el territorio controlado por Brasil y sus estados. [2]
- La comunidad del Guanare (inclusive gran parte de la Portuguesa).
- Gran parte del Uruguay (específicamente por la comunidad portuñolesa (derivada del portugués), mayormente hablado en el Departamento de Colonia).[3]
- La comunidad papamientesa (derivada del portugués), la cual está presente en Aruba, Bonaire, y Curazao.
- Los saramacanos de Suriname y la lengua cupopia de Brasil (la cual está al borde de la extinción). [4]